# Cristian Renato
Cristian Renato Gonçalves Riquelme (Ponta Porã, 18 febbraio 2000) è un calciatore brasiliano, attaccante del Mirassol.

## Caratteristiche tecniche
Nato come difensore centrale, nel periodo alla Juventus-SP è stato avanzato prima a centrocampista difensivo ed in seguito a centravanti.

## Carriera
Cresciuto nei settori giovanili di Lemense, XV de Jaú, Grêmio Osasco, Marília e Juventus-SP, con il club granata ha debuttato in prima squadra nel 2020 in Copa Paulista.
Il 2 aprile 2022 è stato acquistato dal Mirassol, con cui ha vinto il campionato di Série C disputando 11 incontri e segnando una rete. Nel mese di dicembre è stato prestato al Marcílio Dias per disputare il Campionato Catarinense, dopodiché è tornato al Mirassol per giocare in Série B.
L'8 gennaio 2024 è stato prestato al Boavista-RJ in occasione del Campionato Carioca, dopodiché il 5 aprile è passato in prestito al Figueirense. Il 27 agosto 2024 è rientrato anticipatamente al club gialloverde, con cui ha conquistato la prima storica promozione in Série A.
Il 7 gennaio 2025 è stato prestato al Joinville, ed una volta terminato il Campionato Carioca è rientrato al Mirassol per disputare il Brasileirão.

## Statistiche

### Presenze e reti nei club
Statistiche aggiornate al 19 aprile 2025.
| Stagione        | Squadra         | Campionato      | Campionato | Campionato | Coppe nazionali | Coppe nazionali | Coppe nazionali | Coppe continentali | Coppe continentali | Coppe continentali | Altre coppe | Altre coppe | Altre coppe | Totale | Totale | Totale |
| Stagione        | Squadra         | Comp            | Pres       | Reti       | Comp            | Pres            | Reti            | Comp               | Pres               | Reti               | Comp        | Pres        | Reti        | Pres   | Reti   |        |
| --------------- | --------------- | --------------- | ---------- | ---------- | --------------- | --------------- | --------------- | ------------------ | ------------------ | ------------------ | ----------- | ----------- | ----------- | ------ | ------ | ------ |
| 2020            | Juventus-SP     | -               | -          | -          | -               | -               | -               | -                  | -                  | -                  | CP          | 2           | 0           | 2      | 0      |        |
| 2021            | Juventus-SP     | A2/SP           | 7          | 0          | -               | -               | -               | -                  | -                  | -                  | CP          | 4           | 0           | 11     | 0      |        |
| 2022            | Juventus-SP     | A2/SP           | 14         | 0          | -               | -               | -               | -                  | -                  | -                  | -           | -           | -           | 14     | 0      |        |
| 2022            | Mirassol        | C               | 11         | 1          | CB              | 0               | 0               | -                  | -                  | -                  | -           | -           | -           | 11     | 1      |        |
| 2023            | Marcílio Dias   | PD/SC           | 8          | 0          | CB              | 1               | 0               | -                  | -                  | -                  | RC          | 1           | 0           | 10     | 0      |        |
| 2023            | Mirassol B      | -               | -          | -          | -               | -               | -               | -                  | -                  | -                  | CP          | 7           | 3           | 7      | 3      |        |
| 2023            | Mirassol        | B               | 32         | 3          | CB              | 0               | 0               | -                  | -                  | -                  | -           | -           | -           | 32     | 3      |        |
| 2024            | Boavista-RJ     | A/RJ            | 11         | 2          | -               | -               | -               | -                  | -                  | -                  | -           | -           | -           | 11     | 2      |        |
| 2024            | Figueirense     | C               | 13         | 1          | -               | -               | -               | -                  | -                  | -                  | -           | -           | -           | 13     | 1      |        |
| 2024            | Mirassol        | B               | 7          | 0          | CB              | 0               | 0               | -                  | -                  | -                  | -           | -           | -           | 7      | 0      |        |
| 2025            | Joinville       | PD/SC           | 13         | 5          | -               | -               | -               | -                  | -                  | -                  | -           | -           | -           | 13     | 5      |        |
| 2025            | Mirassol        | A               | 5          | 1          | CB              | 0               | 0               | -                  | -                  | -                  | -           | -           | -           | 5      | 1      |        |
| Totale carriera | Totale carriera | Totale carriera | 121        | 13         |                 | 1               | 0               |                    | -                  | -                  |             | 14          | 3           | 136    | 16     |        |

## Palmarès

### Club

#### Competizioni nazionali
- Campeonato Brasileiro Série C: 1

Mirassol: 2022